# Ройсак
Ройсак (др.-греч. Ῥοισάκης) — перс, прибывший с политической миссией в Афины, предположительно, в семидесятых-пятидесятых годах V века до н. э.

## Биография
Рассказ о Ройсаке, который взбунтовался против персидского царя и, прибыв в Афины с большой суммой денег, обратился за поддержкой к Кимону, содержится у Плутарха. Историк М. Миллер затрудняется в оценке историчности этого сюжета. По замечанию же российского учёного Э. В. Рунга, налицо «первый известный пример персидской эмиграции по политическим мотивам в Грецию.» Исследователь допускает возможность родства Ройсака с другими носителями этого имени, жившими позднее. Речь идёт об одном из военачальников Артаксеркса III во время похода в Египет в 343 году до н. э. А также о брате сатрапа Ионии и Лидии Спифридата, сражавшемся с македонянами в битве при Гранике в мае 334 года до н. э.
Рунг отмечает, что из истории Плутарха не представляется возможным точно определить, какой пост занимал Ройсак до прибытия в Грецию. Но можно предположить, что речь идёт о должности сатрапа в Малой Азии, с которой были связаны вовлечённые в отношения с греками персы. В Даскилеоне в течение всего V века до н. э. правили хорошо засвидетельствованные в античной историографии Фарнакиды, к которым Ройсак не мог относиться. Политическая же история Лидии за время с 480 года до н. э. (правление Артаферна II) и до 440 года до н. э. (когда начал властвовать Писсуфн) из источников практически неизвестна.
Ройсак мог посетить Афины между 479 годом до н. э. (начало активной политической карьеры Кимона) и 461 годом до н. э. (когда вождь аристократической партии был изгнан из родного города посредством остракизма). Возможно, выступление Ройсака можно связать с событями, произошедшими в 465 году до н. э. после убийства Ксеркса I и вступления на трон Артаксеркса I. Нельзя исключать и что это могло произойти в промежуток времени, начиная с досрочного возвращения Кимона в Афины в 457 году до н. э. и до начала новой антиперсидской кампании в Египет и на Кипр в 450 году до н. э.
Кимон был известен как последовательный сторонник продолжения ведения боевых действий с Персией. Возможно, с его помощью, заручившись военной поддержкой греков, Ройсак планировал вернуться в Азию, но, по всей видимости, такой поддержки в Афинах не нашёл.